# José Enrique Rodó
José Enrique Rodó (Montevideu, 15 de Julho de 1872 - Palermo, 1 de Maio de 1917) foi um ensaísta uruguaio. Cultivou uma relação epistolar com importantes pensadores hispânicos da época, Leopoldo Alas (Clarín) na Espanha, José de la Riva-Agüero no Peru e, o mais importante, com Rubén Darío, o mais influente poeta latino-americano até hoje, o fundador do modernismo. Como resultado de seu estilo de prosa refinado e da ideologia modernista que ele impulsionou, Rodó é hoje considerado o teórico proeminente da escola modernista de literatura.
Rodó é mais conhecido por seu ensaio Ariel (1900), extraído de A tempestade, em que Ariel representa o positivo, e Caliban representa as tendências negativas da natureza humana, e eles debatem o curso futuro da história, no que Rodó pretendia ser um sermão secular para a juventude latino-americana, defendendo a causa da tradição ocidental clássica. O que Rodó temia era o efeito debilitante da existência limitada de indivíduos trabalhadores fazendo o mesmo trabalho, indefinidamente, sem nunca ter tempo para desenvolver o espírito. Entre os jovens uruguaios, entretanto, ele é mais conhecido pelo Parque Rodó, o parque de Montevidéu que leva seu nome.
Por mais de um século, Ariel tem sido um ensaio extraordinariamente influente e duradouro nas letras e na cultura latino-americana devido a uma combinação de circunstâncias culturais, literárias e políticas específicas, bem como por sua adesão aos valores clássicos e sua denúncia do utilitarismo e o que Rodó chamou de "nordomanía" (explicado abaixo).

## Características literárias
Ariel pertence ao movimento conhecido como modernismo, caracterizado por sua elegância, prosa artística e referências e alusões mundanas. Embora seja um ensaio, suas ideias são expressas por meio da voz narrativa de Próspero. Próspero, o professor e Ariel são referências aos personagens de A Tempestade de William Shakespeare, e o uso de seus nomes é um exemplo do desejo do modernismo por cosmopolitismo. Em Ariel, o seminário de Prospero inclui autores europeus famosos e menos conhecidos. Ele faz referência frequente a Goethe, Gaston Deschamps, São Francisco de Assis, Schiller e Guyau. Prospero também se concentra em locais como a Grécia Antiga e enfatiza a beleza helênica como o único ideal digno de imitação. Rodó usa Ariel como metáfora que simboliza a beleza, o espírito e o que é bom. O oposto de Ariel é o utilitarista, simbolizado por Caliban, e ele cita o positivismo e a nordomanía como duas razões pelas quais esse movimento ganhou popularidade. Ariel é estruturalmente baseado na oposição binária, e as figuras de Ariel e Caliban são diametralmente opostas.

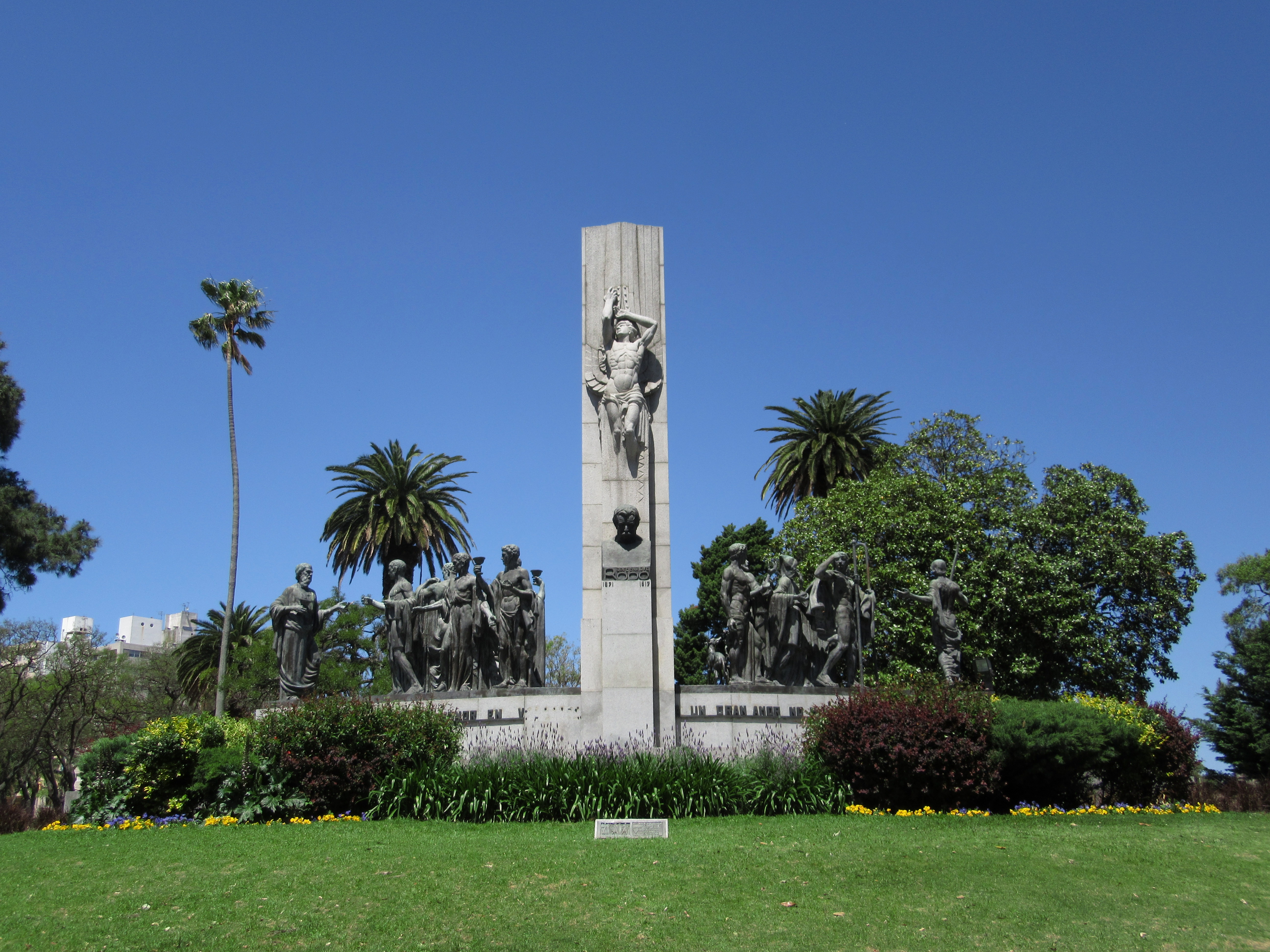
Monumento a José Enrique Rodó no Parque Rodó

## Denúncia de utilitarismo
Rodó denunciou o utilitarismo pragmático, ou seja, o movimento filosófico que considerava a utilidade como a forma de trazer a maior felicidade a todos os afetados por ela: “o nome Ariel significa a afirmação de um sentido idealista da vida contra as limitações do utilitarismo”. Ele aprofunda seu argumento afirmando que o utilitarismo faz com que certos indivíduos se especializem em campos muito específicos e, como efeito dessa especialização, acabem recebendo uma educação incompleta e deformada. Rodó argumenta que, devido à especialização, um indivíduo pode ser um gênio em um aspecto da vida e completamente inepto em outro. Rodó descreve isso como a mutilação da pessoa, pois sem uma compreensão geral da vida pelo conhecimento, a pessoa não é mais completa. A especialização dos empregos faz com que as sociedades se tornem subdesenvolvidas em oposição à evolução para a maturidade. É essa especialização que faz com que as sociedades cheguem à mediocridade e, como nos informa Rodó, outro culpado da mediocridade é a democracia como é aplicada hoje. Esta é uma afirmação forte, e Rodó o justifica esclarecendo que porque as sociedades democráticas dão poder às massas, que ele considera menos capazes de tomar boas decisões; mas ele não é contra a democracia, mas mostra muitas maneiras pelas quais seus pontos fracos podem ser fortalecidos, apontando, por exemplo, a importância de o mais capaz educar o resto da sociedade para puxar a média para cima em vez de deixar a tendência ser o oposto.

## O conceito de "nordomanía"
Rodó adverte contra a "nordomanía", ou a atração da América do Norte, e o materialismo ianque. Seu pensamento reflete na história, quando os Estados Unidos cresciam no Hemisfério Ocidental, especialmente na América Latina no início do século XX. Rodó ecoa a importância da identidade regional e como ela deve estar profundamente enraizada em cada país. No entanto, às vezes é difícil criar e manter a identidade regional, devido à influência cultural e econômica externa. Houve muitos exemplos no passado imediato de Rodó, principalmente na Guerra Hispano-Americana de 1898. Rodó postula que, embora a influência externa de outros países possa ser benéfica, ela pode destruir os princípios nos quais aquele país ou região em particular foi baseado desde sua origem. É por isso que Rodó argumenta que é responsabilidade da juventude hispano-americana ajudar a formar e manter a identidade regional e cultural com o melhor de seu potencial.

## Publicações
- La novela nueva (1897).
- El que vendrá (1897).
- Rubén Darío. (1899).
- Ariel (1900).
- Liberalismo y Jacobinismo (Montevideo, 1906).
- Motivos de Proteo (Montevideo, 1909).
- El mirador de Próspero (Montevideo, 1913). - Obra antológica de 45 ensaios em que trabalhou desde 1908. Inclui, entre outros, «Bolívar», «Magna Patria», «Montalvo» y «Artigas».[10]
- El camino de Paros (1918).
- Rubén Darío 2. (1920).
- Epistolario (1921).
- Nuevos motivos de Proteo (1927).
- Últimos motivos de Proteo (1932).

Em 1915 também apareceram Cinco ensayos: Montalvo - Ariel - Bolívar - Rubén Darío - Liberalismo y Jacobinismo (Madrid: Editorial América, 1915), e em 1920, Hombres de América: (Montalvo-Bolívar-Rubén Darío). Discursos parlamentarios (Barcelona: Editorial Cervantes, 1920).